# Harrimania kupfferi
Harrimania kupfferi is een diersoort in de taxonomische indeling van de Hemichordata. Het dier behoort tot het geslacht Harrimania en behoort tot de familie Harrimaniidae. De wetenschappelijke naam van de soort werd voor het eerst geldig gepubliceerd in 1871 door von Willemoes-Suhm.